# Yoro (departement)
Yoro is een departement van Honduras. De hoofdstad is de gelijknamige stad Yoro.
Het departement bestrijkt een oppervlakte van 7717 km² en heeft 596.138 inwoners (2016).
Yoro heeft rijke landbouwgronden, vooral in de valleien van de Aguan en de Sula. Het gebied is beroemd vanwege de Lluvia de Peces, de vissen die na hevige regens op de grond worden gevonden.

## Gemeenten
Het departement is ingedeeld in elf gemeenten:
- Arenal
- El Negrito
- El Progreso
- Jocón
- Morazán
- Olanchito
- Santa Rita
- Sulaco
- Victoria
- Yorito
- Yoro

Atlántida · Choluteca · Colón · Comayagua · Copán · Cortés · El Paraíso · Francisco Morazán · Gracias a Dios · Intibucá · Islas de la Bahía · La Paz · Lempira · Ocotepeque · Olancho · Santa Bárbara · Valle · Yoro